# Martin Heidegger
Martin Heidegger (født 26. september 1889, død 26. maj 1976) var en tysk filosof og eksistentiel fænomenolog. Hans mest berømte værk er Væren og tid, der først blev oversat til dansk i 2007.
Heidegger har de senere år både været forherliget og kritiseret på grund af sine antisemitiske overbevisninger. Ifølge forskere som Ronald Beiner er Heidegger i dag en af de vigtigste filosoffer for den yderste højrefløj. Heidegger hævdede selv, at hans værensbegreb var neutralt og anså værensontologiske analyser af fx. køn og politik for meningsløs.. Til gengæld har feminister efterfølgende kritiseret Heidegger for at negligere betydningen af køn og fortie kvinder, ligesom mange forskere har kritiseret ham for at anvende sit værensbegreb i sit politiske verdensbillede.
Martin Heidegger havde en betydelig indflydelse på dansk filosofi, og danske filosoffer som Knud Ejler Løgstrup, Kirsten Hyldgaard, Dorte Jørgensen og Søren Gosvig Olesen indarbejdede hans ideer i deres egen filosofi.

## Biografi
Heidegger blev født ind i en katolsk familie i Meßkirch i Tyskland. Hans forældre var ikke formuende og havde derfor ikke råd til at sende ham på universitetet, så Heidegger kom på et jesuiterseminarium. Her viste den unge Heidegger sig imidlertid godt begavet, og efter at have studeret teologi ved universitetet i Freiburg i nogle år, skiftede han til filosofi og tog i 1914 en ph.d. efterfulgt af en habilitation (doktordisputats) i 1916. Efter at have tjent i første verdenskrig fik han ansættelse ved universitetet som assistent for Edmund Husserl, "fænomenologiens fader", der blev en afgørende inspiration for Heideggers tænkning.
Heidegger fik i 1923 et professorat ved det protestantiske universitet i Marburg.
Blandt hans kolleger var Rudolf Bultmann, Nicolai Hartmann og Paul Natorp. Blandt Heidegger studerende i Marburg var Hans-Georg Gadamer, Hannah Arendt, Karl Löwith, Gerhard Krüger, Leo Strauss, Jacob Klein, Günther Anders og Hans Jonas.
I 1927 udgav Heidegger Sein und Zeit ("Væren og tid") i Jahrbuch für Philosophie und phänomenologische Forschung, og da Husserl gik på pension det følgende år, overtog Heidegger dennes professorat i Freiburg.
Heidegger blev rektor for Freiburg-universitetet i 1933 og var indmeldt i NSDAP. Som universitetsrektor var han en vigtig aktør for nazisternes ensretning af det tyske kulturliv. Men han trak sig fra rektorstillingen inden der var gået et år, og holdt sig derefter med en "privat" og "åndelig" nationalsocialisme. Han mente at Hitlers bevægelse havde udartet og var helt besat af biologisk racisme og en for stærk tro på teknologi og bureaukrati. For Heidegger skulle nationalsocialisme netop være et åndeligt værn mod det mekanistiske verdenssyn som han mente lå til grund for det store meningstab i mellemkrigstiden. Han døde i 1976 og fik en traditionel katolsk begravelse. Han ligger nu begravet på kirkegården i Meßkirch.

## Traditioner af tænkning
Martin Heidegger har mange filosofiske skikkelser, og mange kategoriske betegnelser er blevet hægtet på ham, dels af ham selv, dels af andre. Måske fordi så mange forskellige filosoffer har været inspireret af Heidegger. Det gælder indlysende en hermeneutiker som Hans-Georg Gadamer, en eksistentialist som Jean-Paul Sartre, en fænomenolog som Maurice Merleau-Ponty, men også en frankfurter-filosof som Herbert Marcuse. Marcuse studerede filosofi i Freiburg under Martin Heidegger og skrev en doktorafhandling om Hegel og Heideggers filosofi. Også i Marcuses senere marxistiske forfatterskab er påvirkningen fra Heideggers eksistensfilosofi tydelig. Måske skyldes de mange kategoriseringer også at Heideggers egne inspirationskilder er så mange- og forskelligartede, som tilfældet er. Man kan nævne Heraklit, Parmenides, Aristoteles, Kant, Hegel, Kierkegaard, Nietzsche, Dilthey og frem for alle Husserl.

### Fænomenologien
Heidegger videreudvikler Husserls transcendentale fænomenologi til det der bl.a. er kaldt eksistentiel fænomenologi og hermeneutisk fænomenologi (se herunder). Den moderne fænomenologi blev grundlagt af Edmund Husserl i form af den transcendentale fænomenologi. Husserls projekt med transcendental fænomenologi var at forstå og beskrive de rene teoretiske forudsætninger for viden og hermed nå frem til en lære, der baserede sig på den absolutte sandhed. Det er således den transcendentale fænomenologis opgave at finde de universelle regler, den absolutte sandhed. Man må gå til fænomenerne selv og sætte alle forudfattede forestillinger om dem i parentes mens de undersøges.
Heidegger tager på centrale områder afstand fra Husserls transcendentale fænomenologi, ikke mindst ved at fæstne forståelsen af mennesket i menneskets umiddelbare gøren og forstående åbenhed for verden, kaldet væren-i-verden. Herved flytter Heidegger nemlig fokus væk fra den subjektive/første–persons bevidsthed (det transcendentale ego), som Husserl og den transcendentale fænomenologi tager udgangspunkt i, og peger herved på den større baggrund af anonym og meningsfuld erfaring, som mennesket først og fremmest må forstås i lyset af. Herved når Heidegger også frem til en mere kompleks forståelse af fænomenologiens projekt, idet vi ikke uden videre – som Husserl antog det – kan sætte verden og vores engagement i den i parentes. På denne måde gør Heidegger op med reduktionistiske og idealistiske menneskeforståelser generelt, og specifikt med René Descartes dualisme og den transcendentale filosofi hos Immanuel Kant og Edmund Husserl.

### Hermeneutikken
I hovedværket Væren og tid (tysk: "Sein und Zeit") radikaliserer Heidegger Diltheys hermeneutik og udvikler en generel lære om menneskets erkendelse, eller hvad Heidegger kalder tilstedeværen. Ifølge Heidegger kan et historisk fænomen ikke forstås uden medvirken fra fortolkerens forforståelse. En fortolkning følger således en cirkelstruktur. Det er, hvad der skal forstås ved Den hermeneutiske cirkel.

#### Hermeneutisk tekstudlægning
Enhver tekstudlægning, det være sig af en fagtekst, en sakral tekst eller poesi, fuldbyrder den hermeneutiske cirkel. Tekstens enkeltdele kan kun forstås ud fra en forestilling om helheden, og denne helhedsforståelse kan kun korrigeres ved at undersøge og forstå delene. En tekstfortolkning kan ikke nøjes med at henvise til, hvad der står. (Denne opfattelse står i modsætning til holdningen hos den såkaldte eksakte tekstfortolkning.) Tekstudlæggerens helhedsforståelse bestemmer i hvilken sammenhæng han vil se teksten, hvordan hun vil fortolke det «der står». For Heidegger gælder dette ikke kun tekstfortolkning, men forståelsen af tilværelsen i det hele taget. Og denne helhedsforståelse rummer hele personens historie, erindring og alle hans opfattelser. Forforståelsen spiller med, hvad enten man vil det eller ej. Valget står derfor ikke mellem subjektiv forforståelse eller forudsætningsløshed, men mellem at være sig sin forforståelse bevidst eller ej.
Heideggers elev Gadamer udgav Sandhed og metode i 1960, hvor han uddyber og videreudvikler læren om forforståelse og den hermeneutiske cirkel. Det står tilbage som standardværket inden for den moderne hermeneutik.

#### Tilstedeværen
Heidegger beskrev i Væren og tid mennesket som en væren der altid er til stede, en tilstedeværen (tysk: "Dasein"). Han beskrev denne særlige værensform ud fra hvad han kaldte dens eksistentialer. Det er sådanne grundtræk som tilstedeværen ikke kan miste uden at høre op med at være en tilstedeværen. Det er træk som kastethed (tilstedeværen er kastet ind i en forudgiven situation), befindlighed (hvordan tilstedeværen befinder sig) og forståelse (en forforståelse, som vi så det i den hermeneutiske tekstforståelse), væren-ved (tilstedeværen er altid ved tingene og ved sine med-tilstedeværender, andre mennesker, som den tager hånd om, drager omsorg (tysk: Fürsorge) for).

### Fundamentalontologen
Heidegger indførte begrebet fundamental-ontologi som betegnelse for den del af ontologien der danner grundlag for al øvrig ontologi. Her opstår der en vis tvetydighed hos Heidegger, idet fundamental-ontologi visse steder identificerer analysen af menneskets særlige værensmåde, tilstedeværensanalysen, mens det i andre sammenhænge skal betegne selve værensspørgsmålet, altså spørgsmålet om, hvilken mening det i det hele taget har at tale om, at noget er, har væren. Denne tvetydighed er ikke tilfældig, idet Heidegger mener at kun hos tilstedeværen (mennesket) opstår værensspørgsmålet, og kun i tilstedeværensanalysen kan spørgsmålet besvares.
Som en del af tilstedeværensanalysen definerer Heidegger omsorg som et eksistentiale, en tilstand som alle er indfældet i, hvorfor omsorg (eller ’tagen hånd om’) ses som den ultimative realitet. Han brugte begrebet bredt blandt andet til at dække over en omsorgsfuld og bekymringsfuld attitude rettet mod andre mennesker. En rettethed med henblik på at gøre ting omhyggeligt og at anlægge en eksistentiel stræben for at håndtere forhold og byrder som hører til menneskeligt liv. I denne forståelse er omsorg ontologisk funderet og ses som noget objektivt menneskeligt.
Destruktion er et væsentligt begreb til forståelse for hvilken fremgangsmåde der er nødvendig når traditionen skal opløses og fundamentalontologien opstilles.

### Eksistensfilosofien
Heidegger bliver, som Søren Kierkegaard, ofte fejlagtigt kategoriseret som eksistentialist. En -isme, som Sartre vedkendte sig, men Heidegger modsatte sig. For Heidegger gælder det om at opdage hvordan mennesket er som en endelig værensform i en endelig verden. Omgangen med det materielle er afgørende for vores selvforståelse. Døden er en påmindelse om livets skrøbelighed og muligheden for at afsløre teknikkens og fysikkens verdensbillede som et forfald til uegentlighed.
Hvis man som Descartes forudsætter et skarpt skel mellem det indre og det ydre, mellem bevidsthed og verden, mellem subjekt og objekt, kan det hævdes, at mennesket kun kan opnå kendskab til sig selv gennem introspektion – ved at man så at sige kigger ind i sine egne bevidsthedstilstande. Men ifølge eksistensfilosofien er en sådan skarp adskillelse mellem det indre og det ydre ikke virkelig. Bevidstheden kan ikke opfattes som noget indre, som en tilstand inde i hovedet på et menneske. Bevidstheden går altid ud over sig selv mod noget andet. Den er rettet, som fænomenologien ville sige. Bevidsthed kan defineres som forholdet til den verden, man lever i. Ud fra den tanke at mennesket er et i-verden-væren (et af Heideggers eksistentialer), bliver det et skinproblem hvorledes bevidstheden kan nå ud til den ydre verden – den er der altid allerede. Som reflekterende person er man på forhånd allerede indfældet i den situation. Selvkundskab er derfor kundskaben om ens egen situation i verden.

## (U)egentlighed: Man'et
Heidegger opererer med begrebet uegentlighed, el. "Man'et". Når menneskets væsensstruktur er fri eksistens, er det dermed ikke tvungent til at leve i en fastlagt modus og kan vælge at leve på en uegentlig og fordrejet måde. Dets ontologiske status er enten uegentlig eller egentlig. Uegentlighed vil sige, at man flygter fra sit ansvar fra de faktiske omstændigheder og søger tryghed i at undskylde sig med, at det er de ydre forhold, samfund eller natur, der er årsagen. Samtidig er denne flugt fra fri eksistens netop kun en modus af værensstruktur. Det er samtidig et uforklarligt faktum at menneskets ontologiske struktur, når den realiseres i den daglige eksistens, ikke nødvendigvis udtrykker sig i overensstemmelse med sig selv, men ofte i forklædning.
Den ontologiske natur konkretiseres ikke hverken metafysisk eller med kausal nødvendighed, og netop derved har den enkelte eksistens mulighed for opsporing heraf. Valget af uegentligheden er ikke egentlig et valg. Egentligheden ligger i baggrunden, som skjult konfliktstof. Et menneske der befinder sig i uegentligheden, finder aldrig indre ro og harmoni, fordi det ikke kan blive natur. Som følge af den undertrykte frihed viser angsten sit ansigt og afslører trygheden som selvbedrag. Samtidig er uegentligheden en væsentlig del af hverdagen for mennesket, en "aflastning" af tilstedeværen.
Man'et er et neutrum: det er ingen, det er det anonyme gennemsnit; hvor det enkelte subjekt kan skjule sig ved at være, tænke og forholde sig som de andre gør; hvor de andre bliver målestok for hvad man er og hvad man skal gøre.

## Nazismen
Et kontroversielt kapitel i Heideggers liv er hans handlinger under og op til anden verdenskrig. Heidegger var i 1933 blevet medlem af NSDAP (nazistpartiet) og blev i kølvandet herpå udnævnt til universitetets rektor. Han fratrådte ganske vist stillingen allerede i 1934, men forblev medlem af nazipartiet krigen igennem. Af samme årsag forbød den franske besættelsesmagt ham at undervise i årene efter krigen, og først i 1951 kunne han igen som professor emeritus undervise frit. Det var tidligere omdiskuteret om Heidegger tilsluttede sig nazisternes ideologi, eller han blot meldte sig ind for at fremme sine karrieremuligheder. Ud fra denne tvivl kunne selv venstreorienterede tænkere som Sartre, Merleau-Ponty og den stærkt antiautoritære Herbert Marcuse lade sig inspirere af Heideggers filosofiske værk. Marcuse tog dog senere kraftigt afstand fra Heideggers tænkning, som Marcuse kritiserede for at være falsk og konservativ.
Med udgivelsen af de såkaldte Sorte notesbøger i 2014, er det dog blevet meget mere klart at Heidegger faktisk var overbevist nazist til at begynde med og havde stærke anti-semitiske holdninger hvad angår religionskritik. Han troede tilsyneladende på ægtheden af Zions Vises Protokoller, først efter krigen blev det alment udbredt at der er tale om et russisk falsum. Holocaust (Shoah) var han imidlertid ikke bekendt med under krigen, det blev han selv chokeret over efter krigen, hvor han var indlagt på sanatoriet i Badenweiler.
Til spørgsmålet om hvorvidt man kan adskille manden fra sit værk, opridser udgiveren af Heidegger-Handbuch (2003, 20102), Dieter Thomä, otte positioner i diskussionen der har ligget før 2014 ff. Herunder position 3, der antyder at Heideggers "privatudgave" af nationalsocialismen aldrig kunne forenes med Det Tredje Riges udgave af nazismen. Det nationalsocialistiske styre anså Heidegger for en paria. De foranledigede hans overvågning. Filosofihistorikeren Ulrik Huusom tilføjer fire positioner til diskussionen, blandt andet den "brydsomme" position (nr. 11), at der "for god ordens skyld bør skelnes imellem mindst ti instanser: hhv. erhvervsarbejde (rektoral administration), læreren, studenten, universitetsforskeren, personen, filosoffen, filosoffens filosofi, værkerne samt tidsperioden (ungdom, manddom, alderdom)." Huusom tilføjer, at dertil kommer "anden skriftlig produktion og udsagn knyttet til de nævnte", der hver især har yderligere underinddelinger og endvidere må tillægges idéhistorisk og kulturel baggrund og periode. Og endelig, at det ikke kan udelukkes at Heidegger blandede det hele sammen under begyndelsen af sin rektoratsperiode i 1933.
For Heidegger var nazismen den store forsoning mellem det moderne menneske og dets største trussel, teknologiens dominans. Han tilhørte die Märzgefallenen ("de faldne i marts"), dvs. dem, der meldte sig ind i partiet lige efter Hitlers magtovertagelse i januar 1933, og dermed blev anset som opportunister. Han sagde ved den offentlige ceremoni 1. maj 1933, der bekræftede hans indmeldelse: "Nu gælder det at vie al vor strid til at erobre de uddannede mænds og videnskabsfolkenes verden til den nye politiske ånd. Det bliver ingen nem sejlads. Sieg Heil!" For ham var Hitler det tyske folks skæbne. Allerede i 1929 havde Heidegger taget til orde mod jødisk indflydelse på tysk kultur: "Enten fornyer vi vort tyske åndelige liv med ægte hjemlige kræfter og opdragere, eller vi kapitulerer én gang for alle over for voksende judaisering." Da hans jødiske kollega Edmund Husserl blev frataget sin ret til at undervise, løftede Heidegger ingen finger for at hjælpe ham. Det er hævdet at han heller ikke undså sig for personlig tarvelighed. Da hans hovedværk Sein und Zeit udkom i 1927, var det tilegnet Husserl "i respekt og venskab, i Schwarzwald". Da det blev genoptrykt i 1941, var tilegnelsen fjernet. Heidegger hævdede til sin død at forlæggeren nødtvungent havde fjernet dedikationen. I alle optryk efter krigen har dedikationen været tilføjet.
Heidegger overtog som rektor ved Freiberg-universitetet i foråret 1933, fordi hans socialdemokratiske forgænger var afskediget for at nægte at indføre det da vedtagne jødefjendtlige regelværk. Som rektor organiserede Heidegger paramilitære lejre, og bad studenterne om at fjerne sig fra fornuftens diktat, sådan som fornuft forstås i Vesten. På ham virkede moderne teknologi afsjælende og fremmedgørende. Han gik ofte klædt i bondeantræk fra sin hjemegn Schwarzwald, og forelæste gerne i knæbukser, jakke med egeløvsmønster på kraven, og en tilpasset tyrolerhat: "Er al blomstren og ethvert ægte arbejde ikke betinget af at være rodfæstet i hjemlig jord?" spurgte han med tanke på læren om Blut und Boden (= blod og jord). Da hans kærlighedsforhold til Hannah Arendt var på sit mest stormfulde i 1920'erne, anbefalede han hende som lindring at læse bøger af samtidens toneangivende digter Hamsun, der havde modtaget Nobelprisen i litteratur i 1920. I 1930'erne blev digteren Friedrich Hölderlin Heideggers forbillede.
For Heidegger var tysk kultur i kamp mod moderniteten en kamp gennem tusinde år, fra antikkens Athen til Hitlers Tyskland. Han sagde til sin kollega Karl Jaspers at han ønskede den Führer zu führen (at føre føreren), dvs. føre ham til den autentiske livserkendelse i Heideggers ånd. Han forsøgte at arrangere et møde med Hitler, men det blev ikke til noget. Jaspers fortæller i sine erindringer at han spurgte Heidegger i 1933, hvordan en mand som Hitler uden dannelse kunne regere Tyskland. Heidegger svarede: "Kultur er ikke så vigtigt. Kig bare på hans 'vidunderlige' hænder." Jaspers blev meget pikeret, men spurgte ikke hvad Heidegger mente, Heidegger kan for så vidt have tænkt på "pianisthænder". Det var nazismens inderste væsen, at etik trængtes til side af æstetik. Hvad vi synes er smukt, er sandt; det grimme tilsvarende usandt. Hans og Jaspers' venskab endte brat, efter at Heidegger fratog kollegaen hans tro på filosoffers moralske godhed, da han aflagde Jaspers et besøg hvor han tilsyneladende var uforskammet mod Jaspers' jødiske kone. Efter krigen forsonedes Jaspers-familien med Heidegger.

## Nutidige kritikere og tilhængere
Heidegger har både opnået kritikere og tilhængere på grund af sine antisemitiske og nazistiske overbevisninger under 2. Verdenskrig. Forskeren Ronald Beiner har vist, at Heidegger i dag er en af de vigtigste filosoffer for den radikale højrefløj og det såkaldte alternative højre, som blandt andet består af hvide nationalister og nynazister. Til gengæld har feminister kritiseret Heidegger for at negligere betydningen af køn, ligesom mange forskere har kritiseret ham for at anvende sit værensbegreb i sit nazistiske livssyn.